# Eigendomsoverdracht (België)
Eigendomsoverdracht is de handeling waarbij de eigenaar (als overdrachter) van een goed, het erop gevestigde eigendomsrecht overdraagt aan een ander (de ontvanger). Het Belgisch recht kent een consensueel stelsel, d.w.z. de louter verbintenisrechtelijke overeenkomst bewerkstelligt de overdracht van een zakelijk recht. Geen leveringshandeling is vereist. Het Belgische stelsel van eigendomsoverdracht is ook causaal, daar moet een geoorloofde oorzaak (causa) zijn voor een overdracht van eigendom. Geen geldige oorzaak zorgt voor geen eigendomsoverdracht.
In koopovereenkomsten vindt eigendomsoverdracht in principe plaats vanaf het moment dat de koper en verkoper een wilsovereenstemming (mutuus consensus) hebben bereikt wat betreft de zaak en de prijs. Dit staat bekend als het consensualisme of het solo consensu-principe (soms solo contractu-principe). Hiervan kan contractueel worden afgeweken. Zo kan men stipuleren dat de eigendom overgaat bij de levering. 
De eigendomsoverdracht gebeurt samen met de risico-overdracht.